# Maurice de Prendergast
Maurice de Prendergast fue un caballero normando, que estuvo activo entre 1169–1174.
Maurice era de Prendergast, ahora en Haverfordwest, Gales, y fue contratado en 1169 por el gobernante del reino irlandés de Osraige, Domnall Mac Gilla Pátraic, para luchar contra el rey de Leinster, Diarmait Mac Murchada, que también había buscado la ayuda de los normandos. Posteriormente, tomaría parte en la invasión normanda de Irlanda. Fue uno de los primeros miembros de la expedición en desembarcar en Bannow Bay en mayo de 1169, junto con Meiler FitzHenry y Miles FitzDavid. Participó en el sitio de Wexford.
F.X. Martin en el "Expugnatio" afirma que "la primera edición del Expugnatio no ofrece ninguna referencia a la llegada de Maurice de Prendergast pero la edición más tardía incluye la información de que Maurice de Prendergast llegó al día siguiente, era un valiente soldado de Rhos en Gales del sur, embarcó en Milford con diez hombres de armas y un gran cuerpo de arqueros en dos barcos, y que él también desembarcó en Bannow."